# Sirimavo Bandaranaike
Sirimavo Bandaranaike (singalès: සිරිමාවෝ රත්වත්තේ ඩයස් බණ්ඩාරනායක)  (Baḷangoḍa, 17 d'abril de 1916 - Kadawatha, 10 d'octubre de 2000) va ser una estadista de Sri Lanka. És la primera dona de la història contemporània a convertir-se en cap de govern d'un país, després d'haver arribat a liderar el Partit per la Llibertat de Sri Lanka.
Va ser primera ministra de Sri Lanka tres vegades: del 1960 al 1965, del 1970 al 1977 i del 1994 al 2000. Sirimavo Bandaranaike formava part d'una família que va dominar la vida política a Sri Lanka durant la segona meitat del segle xx. Durant el seu tercer mandat, exerceix les seves responsabilitats sota la presidència de la seva filla Chandrika Kumaratunga.

## Biografia
Nascut en una família acomodada, aristocràtica i terratinent, Sirimavo Ratwatte és la filla gran d'una família de sis fills. Encara que era budista, va ser educada en un convent de Colombo dirigida per monges catòliques.
El 1940, als 24 anys, es va casar amb Solomon Bandaranaike, fundador del Partit per la Llibertat de Sri Lanka. Victoriós a les eleccions de 1956, després esdevingué primer ministre de Sri Lanka.

### Carrera política
El 26 de setembre de 1959, Solomon Bandaranaike és assassinat per un home disfressat de monjo. El juliol de 1960, Sirimavo Bandaranaike es posa al capdavant del Partit de la Llibertat i es presenta a les eleccions, que guanya.
El 21 de juliol, a 44 anys, es va convertir en primera ministra de Sri Lanka. Va ser la primera dona que va ser escollida democràticament per encapçalar un govern i l'única fins que Indira Gandhi va ser escollida Primera Ministra de l'Índia el 1966.

Sirimavo Bandaranaike és anomenada "la vídua que plora", ja que sovint esclata a plorar dient que estava compromesa amb 
| « | continuar l'obra del seu marit | » |

.

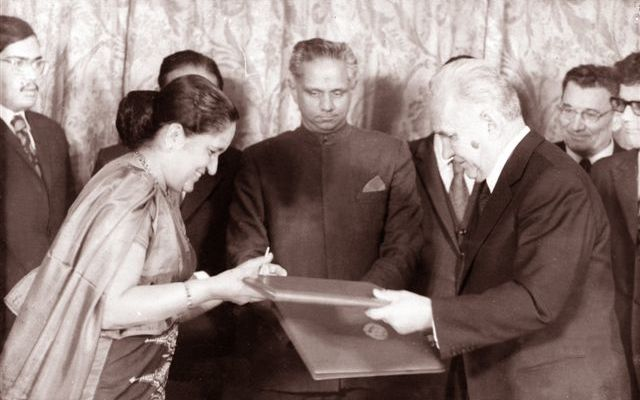
Sirimavo Bandaranaike amb el primer ministre soviètic Aleksei Kossiguin.

Un any després de la seva elecció, va declarar l'estat d'emergència per fer front a una campanya prolongada de desobediència de la minoria tàmil, que va protestar per la substitució de l'anglès pel singalès com a llengua oficial.
El 1965, el seu partit va ser derrotat a les eleccions generals. Va tornar al capdavant del país a les següents eleccions, l'any 1970. La seva política evoluciona cap a l'esquerra, gràcies a la seva forta personalitat i a les seves estretes relacions tant amb la Xina com amb Indira Gandhi.
El 1972, fa proclamar la República pel Parlament i el canvi de nom oficial de Ceilan a Sri Lanka. També executa algunes nacionalitzacions durant aquest mandat.
A partir de 1976, la popularitat de Sirimavo Bandaranaike va disminuir considerablement a l'interior del país. L'any 1973, la crisi del petroli va fer estralls a Sri Lanka, donant lloc a resultats econòmics insignificants. Sobretot, les sospites de corrupció pengen sobre ella. Les eleccions de 1977 li van ser desfavorables i van provocar la seva sortida com a cap del govern.
En 1980, el Parlament l'acusa d'abús de poder, la va expulsar de les seves files i li va prohibir exercir qualsevol funció oficial durant set anys. Els seus drets cívics van ser, però, restaurats el 1986.

### Tornada a la política
El 1988, Sirimavo Bandaranaike va tornar a l'escena política presentant-se a les eleccions presidencials contra la candidata del Partit Nacional Unit, la primera ministra Ranasinghe Premadasa, però va ser derrotada per aquesta última.
La seva filla Chandrika es va convertir en primera ministra l'agost de 1994 i, uns mesos més tard, va ser elegida presidenta de la República. Immediatament després de la seva presa de possessió, va nomenar la seva mare primera ministra, tanmateix, durant aquest període de 1994 a 2000, aquest càrrec havia esdevingut més honorífic que no pas dotat de poders reals, a causa d'una modificació de la constitució.
L'any 2000, Chandrika va voler col·locar una persona més jove en aquesta posició, i Sirimavo Bandaranaike va renunciar al poder el 10 d'agost del 2000 per motius de salut. Dos mesos després, va sucumbir a un infart, als 84 anys, tornant a casa després d'haver votat per darrera vegada a les eleccions legislatives.

### Vida familiar
Esposa del primer ministre Solomon Bandaranaike (1956-1959) i mare de Chandrika Kumaratunga, cinquena presidenta de Sri Lanka (1994-2005), Sirimavo Bandaranaike també és mare d’Anura Bandaranaike, ministra de Turisme de Sri Lanka, i Sunethra Bandaranaike, filantropa.